# Норилск
Норилск (на руски: Норильск) е град в Красноярски край на Русия.
Населението му наброява 174 453 души към 2021 г. при 174 673 души от преброяването през 1989 г. Обявен е за град през 1953 г.
Градовете Норилск и съседният Дудинка нямат статут на затворен град, но от 25 ноември 2001 г. чужди граждани (включително от граждани на Беларус), могат да посещават града само с предварително разрешение от властите   Преди тази дата, в течение на десет години (от 1991 г.), посещението на чужденци е било свободно.

## История
Основан през 1935 г., Норилск получава статут на селище от градски тип през 1939 г., а през 1953 г. вече е град.
По времето на сталинизма в периода 1935 – 1956 г. близо до града функционира лагер на ГУЛАГ, наречен Нориллаг, в който през 1951 г. са работили над 72 000 затворници. Лагерници са построили по-голямата част от инфраструктурата на града и са работили в рудниците в района.
През 1966 г. на 25 км северно от града е основано селището Талнах, което е присъединено към Норилск през 2005 г.

## География
Заедно с прилежащите селища съставлява територия на краево подчинение, обединена в т.нар. Единно муниципално образувание „град Норилск“. Голяма част от околните райони са заети от естествено безлесната тундра. В Норилск се срещат едва няколко вида дървета.
Той е най-северният град на планетата с население над 100 000 души, най-северният град в Сибир и вторият по население град след Мурманск северно от Северния полярен кръг. Норилск, заедно с Якутск и Воркута, са единствените големи градове в непрекъснатата горска зона на тайгата, като са заобиколени на стотици километри от гора.

## Икономика
Градът се обслужва от 2 летища – Норилск Аликел и Норилск Валек. Има железопътна гара с линия за Дудинка. Център на рудодобивен район. Развити са също металообработването, производството на строителни материали. В града е седалището на промишлената група „Норникел“ – най-големият производител на никел в света. Поради интензивния добив и преработка на тежки метали градът е сред 10-те най-замърсени градове в света.
Никеловата руда се претопява на място в Норилск. Процесът на топенето е пряка причина за тежкото замърсяване, смога и предимно киселинните дъждове. Замърсяването с тежки метали край Норилск е толкова силно, че вече е икономически оправдан добивът от повърхността на почвата, съдържаща икономически значимо количество платина и паладий.
На 29 май 2020 г. горивен резервоар на „Норникел“ рухва и изпуска 20 000 тона дизелово гориво в близката река Амбарная. Вследствие на инцидента, президентът Владимир Путин обявява извънредно положение. Замърсена е област с площ над 350 km2, като е оценено, че ще са нужни между 5 и 10 години за изчистването ѝ.

## Население
По-голямата част от населението са руснаци и украинци. Малко са представителите на коренни народи като ненци, енци, долгани и нганасани.
| 1939    | 1959    | 1962    | 1967    | 1970    | 1973    | 1976    |
| ------- | ------- | ------- | ------- | ------- | ------- | ------- |
| 14 000  | 118 000 | 117 000 | 129 000 | 135 000 | 150 000 | 167 000 |
| 1979    | 1986    | 1989    | 1992    | 1998    | 2003    | 2005    |
| 180 400 | 179 000 | 174 673 | 165 400 | 151 200 | 134 800 | 131 900 |
| 2010    | 2011    | 2012    | 2013    | 2014    | 2015    | 2016    |
| 175 365 | 175 300 | 177 273 | 177 738 | 176 559 | 176 251 | 177 428 |

## Климат
Норилск е разположен в зона със субарктичен климат, с дълга и много студена зима и голяма годишна температурна амплитуда. Най-ниската измерена температура е -53.1 °C, а най-високата е 31 °C. Средната годишна температура е −9,6 °C.
| Климатични данни за Норилск           | Климатични данни за Норилск | Климатични данни за Норилск | Климатични данни за Норилск | Климатични данни за Норилск | Климатични данни за Норилск | Климатични данни за Норилск | Климатични данни за Норилск | Климатични данни за Норилск | Климатични данни за Норилск | Климатични данни за Норилск | Климатични данни за Норилск | Климатични данни за Норилск | Климатични данни за Норилск |
| Месеци                                | яну.                        | фев.                        | март                        | апр.                        | май                         | юни                         | юли                         | авг.                        | сеп.                        | окт.                        | ное.                        | дек.                        | Годишно                     |
| Абсолютни максимални температури (°C) | −3                          | −2                          | 7,4                         | 10,5                        | 22,8                        | 30,4                        | 31                          | 28,7                        | 18,6                        | 9,6                         | 3,1                         | −1                          | 31                          |
| Средни максимални температури (°C)    | −23,6                       | −23,9                       | −18,4                       | −10                         | −1,7                        | 10,4                        | 18,2                        | 15                          | 6,9                         | −6,7                        | −16,9                       | −21,6                       | −6,2                        |
| Средни температури (°C)               | −26,9                       | −27,2                       | −21,9                       | −13,9                       | −4,8                        | 7                           | 14,3                        | 11,4                        | 4                           | −9,5                        | −20,2                       | −25,1                       | −9,6                        |
| Средни минимални температури (°C)     | −30,7                       | −31                         | −26,4                       | −18,5                       | −8,4                        | 3,2                         | 10                          | 7,6                         | 1,2                         | −12,5                       | −23,9                       | −28,9                       | −13,4                       |
| Абсолютни минимални температури (°C)  | −53,1                       | −52                         | −46,1                       | −38,7                       | −26,8                       | −9,8                        | 0,4                         | −1                          | −14                         | −36                         | −43,1                       | −51                         | −53,1                       |
| Средни месечни валежи (mm)            | 18                          | 16                          | 28                          | 21                          | 24                          | 34                          | 32                          | 52                          | 26                          | 36                          | 31                          | 22                          | 341                         |
| ------------------------------------- | --------------------------- | --------------------------- | --------------------------- | --------------------------- | --------------------------- | --------------------------- | --------------------------- | --------------------------- | --------------------------- | --------------------------- | --------------------------- | --------------------------- | --------------------------- |
| Източник: Weatherbase                 |                             |                             |                             |                             |                             |                             |                             |                             |                             |                             |                             |                             |                             |

## Галерия
- Зимата в Норилск е студена, тъмна и дълга.
- Автогарата на града.
- Ленински проспект в Норилск.
- Рудник „Маяк“, Норилск, 1974 г.
- Жилищни блокове.
- Изглед към Норилск от Талнах.

## Известни личности
Родени в Норилск
- Надежда Толоконникова (р. 1989), общественичка
- Наталия Юрченко (р. 1965), спортна гимнастичка

Други
- Игор Домников (1959-2000), журналист, работи в града през 1981-1998 година